# Black Sun (banda)
Black Sun es una banda de power metal, formada en 2002 en Guayaquil, Ecuador.

## Inicios
Inspirados por el sonido thrash metal norteamericano y power metal escandinavo, el baterista Nicolás Estrada y los guitarristas Christopher Gruenberg y Xabier Diab se juntan en 1999, ensayando al inicio con temas de Metallica, Megadeth, Helloween y Hammerfall. Posteriormente se les uniría Miguel Iturralde como primer bajista. Yamil Chedraui, de la banda local Spectrum sería su primer vocalista por breve tiempo, hasta el arribo de Chemel Neme, que sería el cantante definitivo de la agrupación, que a partir de 2002 se conforma oficialmente con el nombre de Black Sun. Luis Fernando Fabara, del grupo Demolición, reemplazaría posteriormente a Xavier Diab, grabando con esta alineación el primer tema de la banda, "Metal Madness".

## Trayectoria

### Tyrant from a foreign LandyDance of Elders: consolidación nacional
En 2004, Black Sun graba su álbum debut Tyrant from a foreign Land, publicado en julio de 2005, incorporándose de inmediato en la escena roquera ecuatoriana con los temas "Metal Madness", "Just like fire" y "Sueños", alcanzando a posicionarse en el top 25 de los discos más vendidos en el país por la desaparecida cadena Tower Records. En 2006, la banda es invitada a la apertura del show de los españoles Mago de Oz en Quito.
En diciembre de 2010, ahora con Santiago Salem en el bajo, la banda porteña lanza su segundo trabajo de estudio, Dance of Elders, previamente grabado en Hamburgo, Alemania, en el estudio de Kai Hansen (Helloween, Gamma Ray), promocionando el tema "Dehumanized", con un videoclip difundido en 2012 por el programa Unízono de Ecuador TV. Como novedad, el disco incluye además una nueva versión metal del tema "La Pinta, La Niña y La Santa María", original de Luis Padilla Guevara y que fuera interpretado por el cantante otavaleño Jesús Fichamba en el Festival Internacional de la Canción OTI de 1985.
El 10 de agosto de 2012 Black Sun debuta en el Festival Internacional de Música Independiente Quito Fest, junto a las agrupaciones locales Muscaria y Mortal Decisión, CRY de Ambato, la agrupación francesa The Walking Dead Orchestra y los brasileños Torture Squad.

### The Puppeteer: proyección internacional
En 2017 los guayaquileños lanzan su tercer álbum de estudio, The Puppeteer, grabado durante 2016 en los estudios Sonic Pump de Helsinki, Finlandia, producido por Timo Tolkki (Stratovarius) y la participación de los músicos Netta Laurenne (voces en el tema "Let me be"), Henning Basse (Firewind, Sons of Seasons), Nino Laurenne (Thunderstone) y Santtu Lehtiniemi. La canción "Let me be" alcanza gran difusión dentro y principalmente fuera de Ecuador, llevando a Black Sun a participar en varios shows internacionales junto a los griegos Firewind e incluso con Judas Priest. De este disco se promociona también el tema "Robert the doll", con un clip de animación dirigido por Gustavo Argüello.
El álbum fue la última participación de Chemel Neme como cantante oficial de la banda, tras dejarla durante la primera fase de producción del siguiente disco por diferencias creativas.

### Silent Enemy, disco homónimo y nueva etapa
Para su cuarto trabajo, el EP conceptual Silent Enemy, Black Sun contacta nuevamente con Nino Laurenne, quien trabaja en Ecuador y Finlandia con la colaboración de músicos como Tony Kakko (Sonata Ártica), Mr (Lordi), Noora Lohuimo (Battle Beast), entre otros artistas reconocidos de la escena escandinava y báltica. Netta Laurenne participa en esta ocasión como la voz principal en el tema "Still Alive", primer sencillo del nuevo material. Como parte de la promoción del disco, la banda produce también un cortometraje homónimo, dirigido nuevamente por Gustavo Argüello y protagonizado por los actores ecuatorianos Mare Cevallos y José Andrés Caballero.
Tras la buena acogida de este material discográfico, Nino y Netta Laurenne se incorporan de manera oficial en la banda, editando en 2024 su quinto álbum, Black Sun, promocionando los cortes "Revolution Now", "Slay the Queen" y "Drown in Sin", con una corta gira por Ecuador, culminando en la edición 2024 del Quito Fest.

## Alineación
- Netta Laurenne (voz)
- Santiago Salem (bajo)
- Nicolás Estrada (batería)
- Christopher Gruenberg (guitarra)
- Nino Laurenne (guitarra)

## Discografía
- Tyrant from a foreign Land (2005)
- Dance of Elders (2010)
- The Puppeteer (2017)
- Silent Enemy (2020)
- Black Sun (2024)